# آندژی بولاندا
آندژی بولاندا (لهستانی: Andrzej Bulanda؛ زادهٔ ۶ ژوئیهٔ ۱۹۵۵) یک معمار استاد دانشگاه اهل لهستان است.
وی همچنین برندهٔ جوایزی همچون جایزه افتخاری انجمن معماران لهستان (۲۰۱۵) شده‌است و مدتی نیز استاد پروازی مدرسه عالی طراحی هاروارد در دانشگاه هاروارد و دانشگاه ایالتی پنسیلوانیا بود.